# Tălăpanu
Tălăpanu – wieś w Rumunii, w okręgu Mehedinți, w gminie Breznița-Motru. W 2011 roku liczyła 31 mieszkańców.